# Алтенкунштат
Алтенкунштат (њем. Altenkunstadt) општина је у њемачкој савезној држави Баварска. Једно је од 11 општинских средишта округа Лихтенфелс. Према процјени из 2010. у општини је живјело 5.469 становника. Посједује регионалну шифру (AGS) 9478111.

## Географија
Алтенкунштат се налази у савезној држави Баварска у округу Лихтенфелс. Општина се налази на надморској висини од 292 метра. Површина општине износи 32,9 km².

## Становништво
У самом мјесту је, према процјени из 2010. године, живјело 5.469 становника. Просјечна густина становништва износи 166 становника/km².

## Међународна сарадња
| Мјесто | Држава    | Врста сарадње | Од    |
| ------ | --------- | ------------- | ----- |
|        | Француска | партнерство   | 2006. |
| Извор  |           |               |       |